# رابطة نادي براوناس الرياضي الثقافي
رابطة نادي براوناس الرياضي الثقافي هو نادي كرة قدم برازيلي أٌسس عام 1960. يلعب النادي في الدوري البرازيلي الدرجة الثالثة.